# Râul Samara, Volga
Samara (în rusă Самара) este un afluent al fluviului Volga, el are lungimea de 594 km, fiind situat în partea europeană a Rusiei.

## Curs
Samara izvorăște din regiunea de sud-vest a munților Ural la 50 km nord-vest de Orenburg. El curge inițial spre sud, după câțiva kilometri cotește spre vest. Traversează regiunile (oblast) Orenburg și Samara. Lângă Sorocinsk primește apele aflunentului Marele Uran (rus. Большой Уран). Samara traversează mai departe o regiune de stepă înainte de orașul Buzuluk primește apele râurilor Tok și Buzuluk. La câțiva kilometri după Buzuluk primește apele lui Domașka și la Koltubanovski înainte de a ajunge la granița regiunii Samara, el primește apele lui Borovka. Cursul lui este în general spre vest, la Neftegorsk cotește spre nord-vest, primește apele afluentului Marele Kinel (rus. Большой Кинель), după care cotește spre sud-vest traversează lacul de acumulare Saratov și se varsă în Volga. Între lunile aprilie și noiembrie râul este navigabil pe o distanță de 41 km.